# 公民参与党

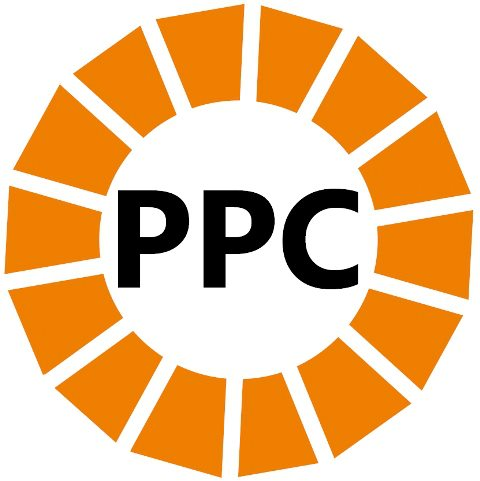
公民参与党标志

公民参与党（西班牙語：Partido Participación Ciudadana，缩写为PPC）是巴拉圭的一个中间偏左政党，奉行社会主义和进步主义。该党成立于1997年6月12日，注册于	2011年6月12日。目前，该党是瓜苏阵线和圣保罗论坛的成员。